# Список округов Гавайев
Штат Гавайи, расположенный на Гавайских островах, имеет 5 округов. Все они, за исключением Гонолулу, были образованы в 1905 году, через семь лет после создания территории Гавайи. Государственное образование контролируется и финансируется за счёт Департамента образования штата Гавайи, а налоговые сборы на имущество расходуются на содержание дорог, парков, пляжей, полиции, пожарной службы, скорой помощи и вывоз мусора. Округ Калавао, из-за находившегося в XIX веке на его территории лепрозория, в настоящее время не имеет никакой администрации, а лишь контролируется Гавайским департаментом здоровья.

## Список округов
| Название | Код FIPS | Окружной центр | Основан        | Население | Площадь   | Карта |
| -------- | -------- | -------------- | -------------- | --------- | --------- | ----- |
| Гавайи   | 15001    | Хило           | 10 мая 1905    | 185 079   | 10432 км² |       |
| Мауи     | 15009    | Ваилуку        | 1 июля 1905    | 154 834   | 2901 км²  |       |
| Калавао  | 15005    | Нет            | 10 ноября 1905 | 90        | 135 км²   |       |
| Гонолулу | 15003    | Гонолулу       | 30 апреля 1907 | 953 207   | 1546 км²  |       |
| Кауаи    | 15007    | Лихуэ          | 1 июля 1905    | 67 091    | 1611 км²  |       |